# История названия Васильевского острова

## Предыстория
В 1853 году в Петербурге к 150-летию города был издан атлас исторических планов и карт дельты Невы — местности, где в 1703 году Пётр I заложил северную столицу. Карты за 1700, 1705, 1725, 1738, 1756, 1777, 1799, 1840 и 1849 годы, представленные в этом атласе — не оригиналы, и даже не копии, а сделанные на их основе новые карты, которые под руководством составителя Н. Цылова были перечерчены в единообразном стилевом оформлении.

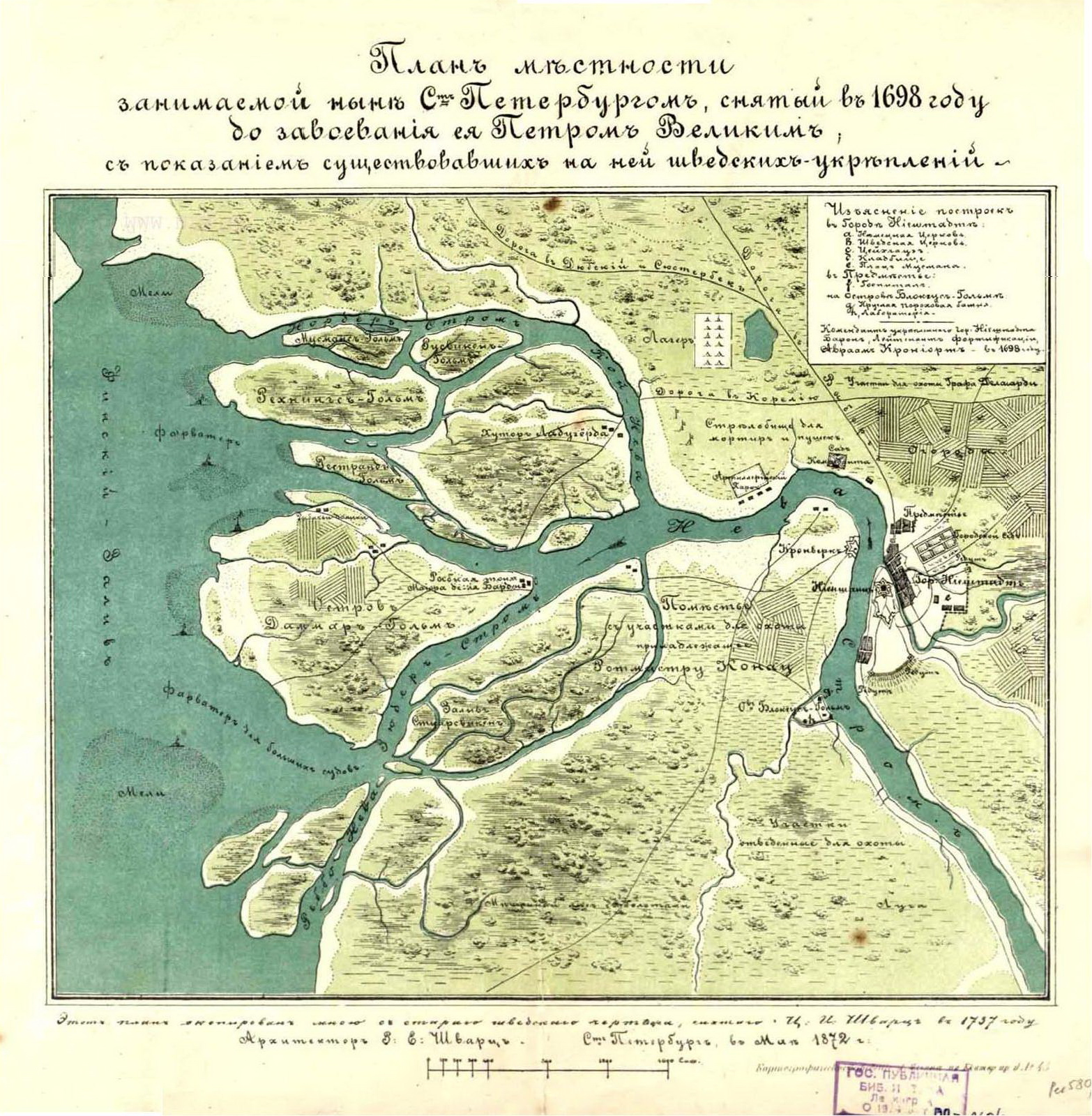
План 1698 года (с копии 1837 года)
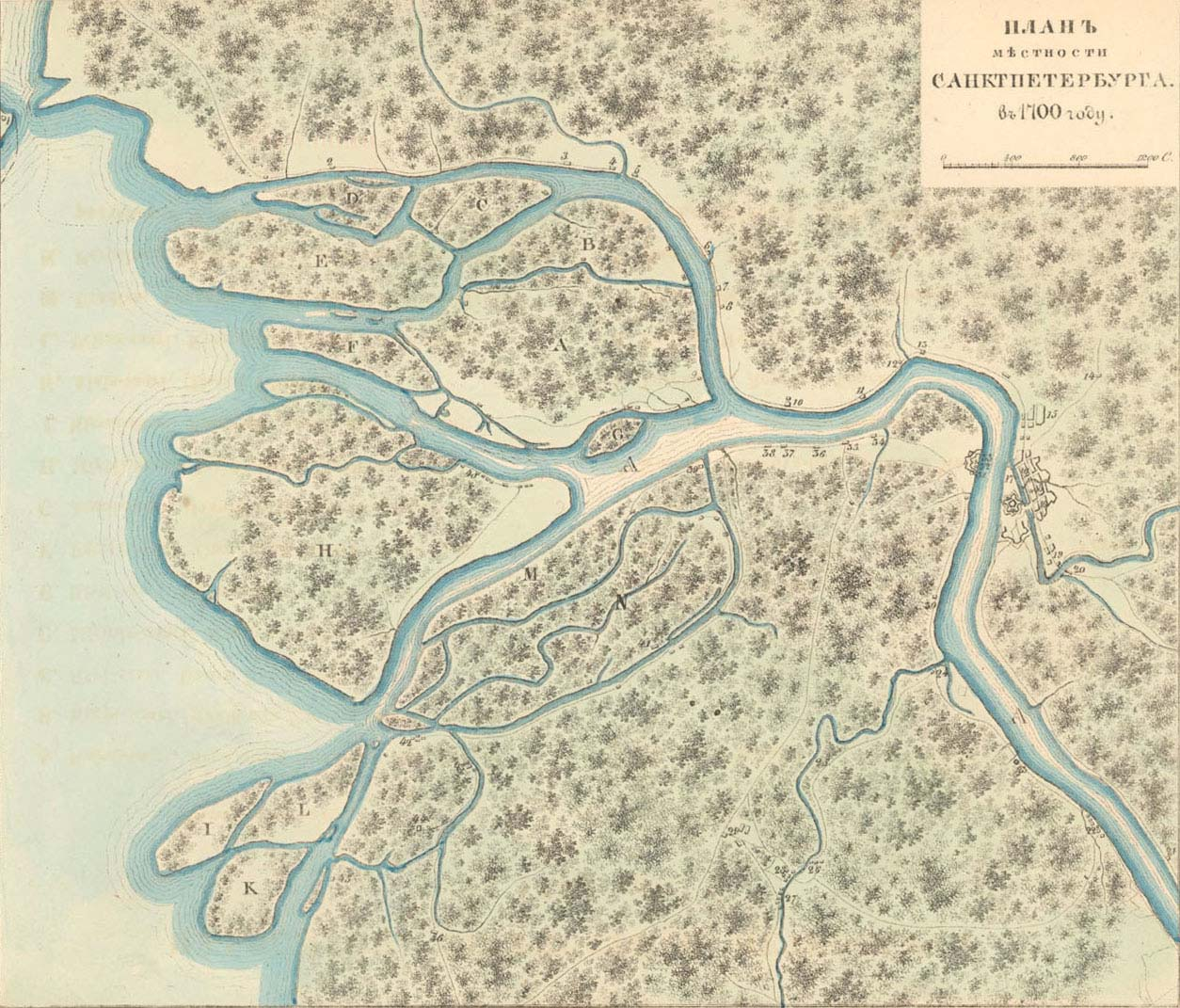
План 1700 года в переиздании 1853 года
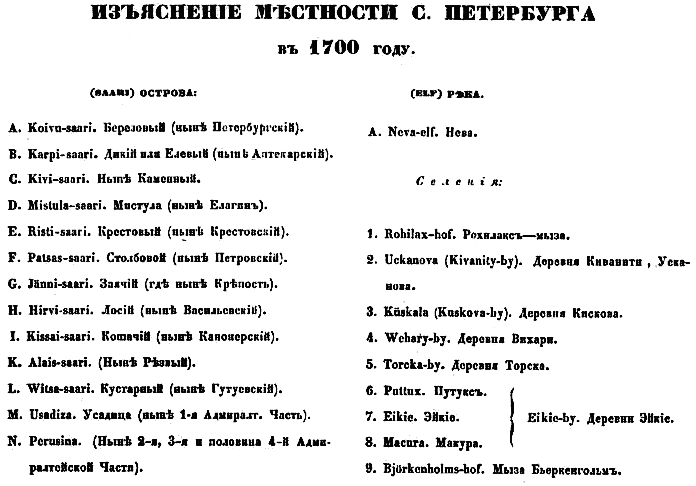
Изъяснения к плану 1700 года
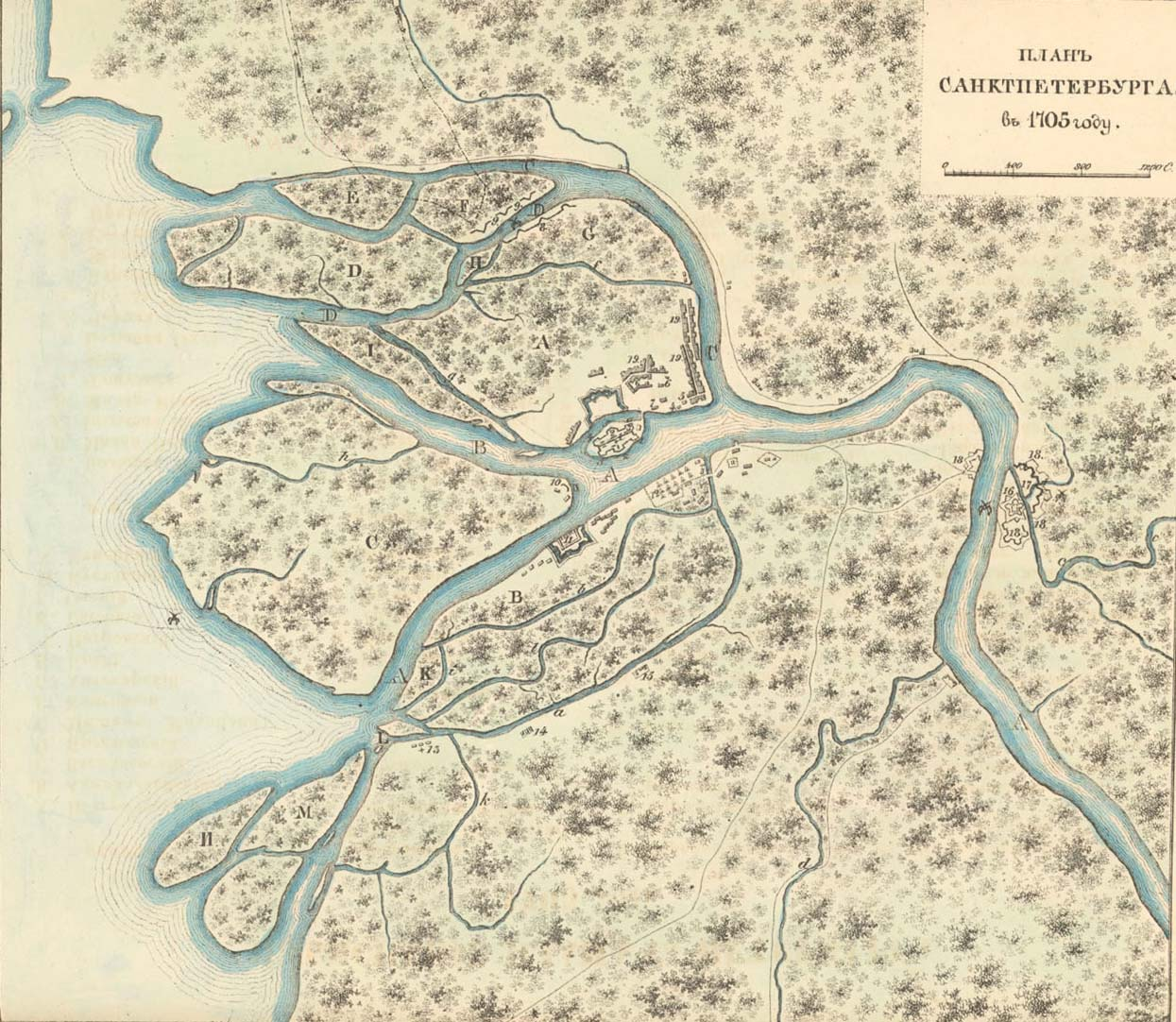
План 1705 года в переиздании 1853 года

Топонимы, по общему принципу, на эти карты не перенесены, а заменены латинскими буквами, причём легенды — подписи, расшифровывающие употреблённые на карте обозначения — размещены не на поле карты, как обычно, а на отдельных листах «изъяснений». Согласно этой экспликации, остров, обозначенный на карте 1700 года литерой H —
- H. Hirvi-saari. Лосий (ныне Васильевский)

Ценность этой информации, помимо финского топонима, ещё и в том, что атлас 1853 года зафиксировал одно из наиболее ранних употреблений современной формы русского названия — «Васильевский остров». Границы времени существования упрощённой формы, Васильев остров, а также её замены на удлинённую (с окончанием -ский) — вопрос не топонимический, а историко-лингвистический: корень топонима здесь один и тот же. Вместе с тем, в плане исторической топонимики при дальнейшем изучении карты и приложенного к ней «изъяснения местности» выявляется неоднозначность. Среди более мелких элементов местности, обозначенных не буквами, а цифрами, на этой же карте напротив нынешнего Гутуевского острова (литера L) находим:[кто?]
- 40. Hirvi-saari. Олений или Лосий остров

причём получается так, что с крайней южной точки острова Васильевского открывается прямой вид на его финского «тёзку», что ставит под сомнение правильность фиксации терминов на момент съёмки всей карты: одноимённые острова редко располагаются друг напротив друга. Начиная со следующей по сроку карты за 1705 год изучение «изъяснений» не представляет интереса: поскольку считается, что Петербург уже основан, составитель однозначно именует остров Васильевским.
Вместе с тем, существовал ещё один топоним — Даммаргольм. Он присутствует на плане, который, — как подписал на нём в мае 1872 года архитектор Р. Е. Шварц, — «был скопирован мною с старого шведского чертежа, снятого Ц. И. Шварц в 1737 году». Однако эта подпись не позволяет однозначно судить, относится ли топоним Даммаргольм к 1737 году, когда карту впервые копировали, либо он существовал ещё в 1698 году, когда создавался первый по времени оригинал.

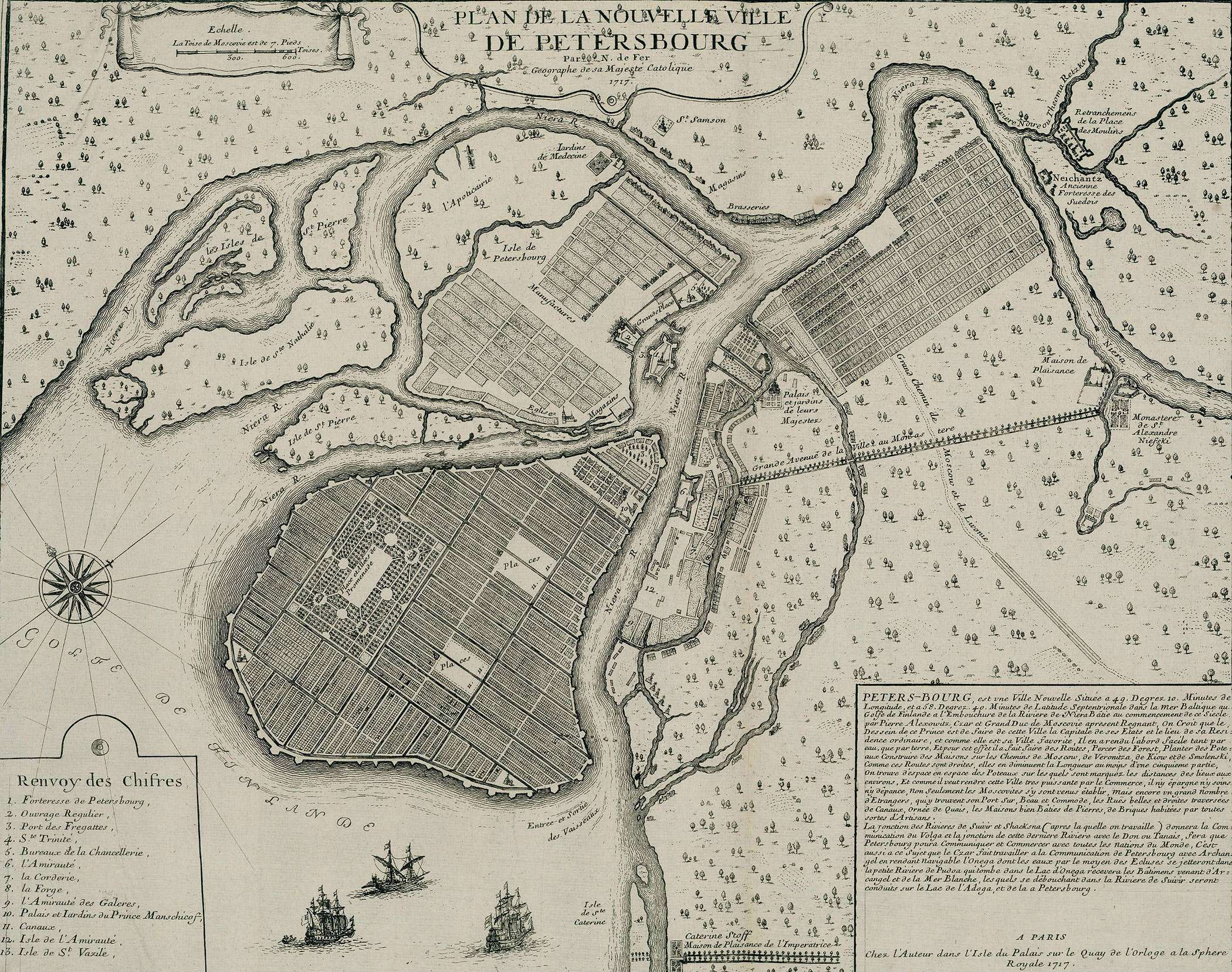
Карта 1717 г. (на фр. яз.)
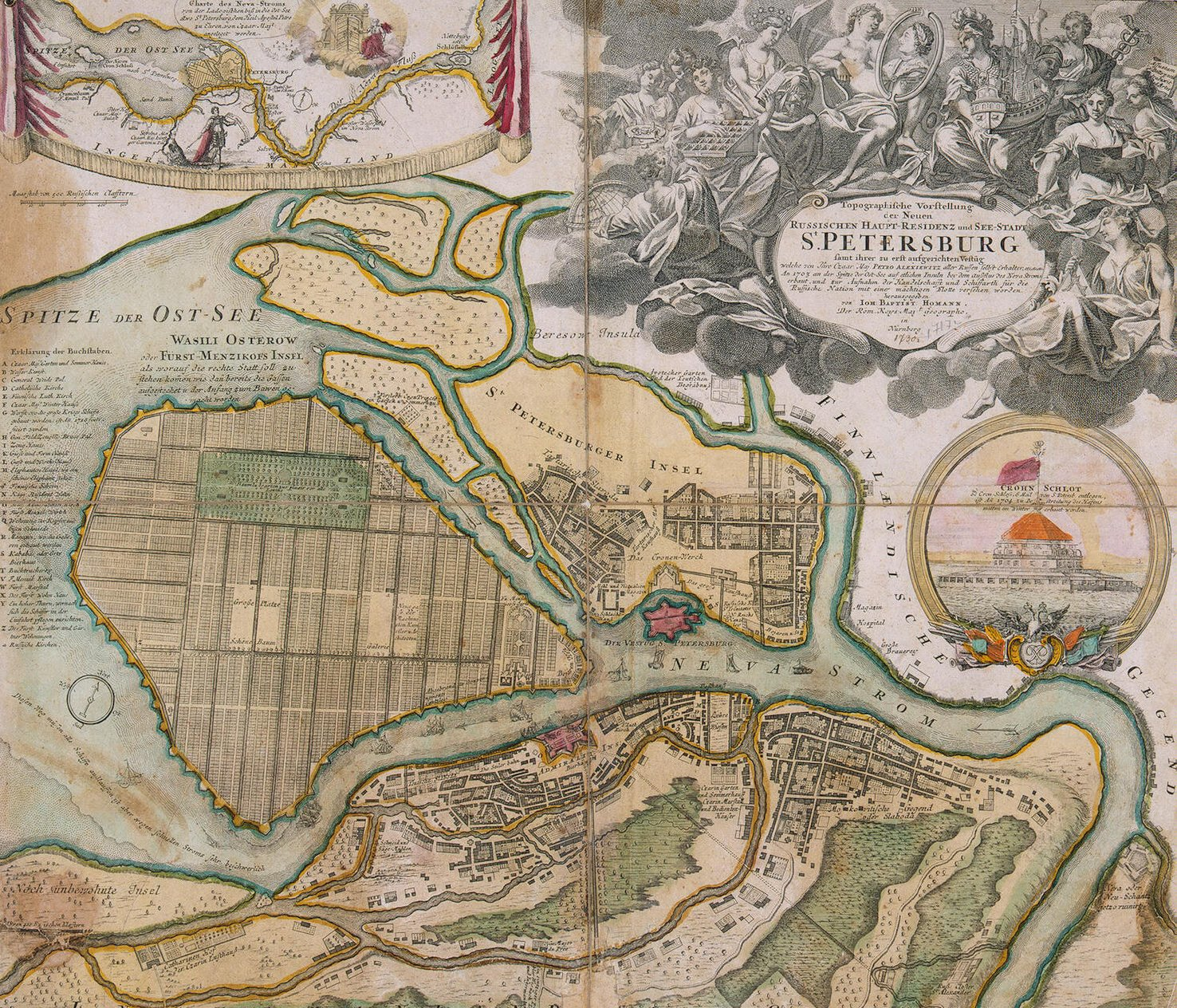
Карта 1720 г. (на нем. яз.)
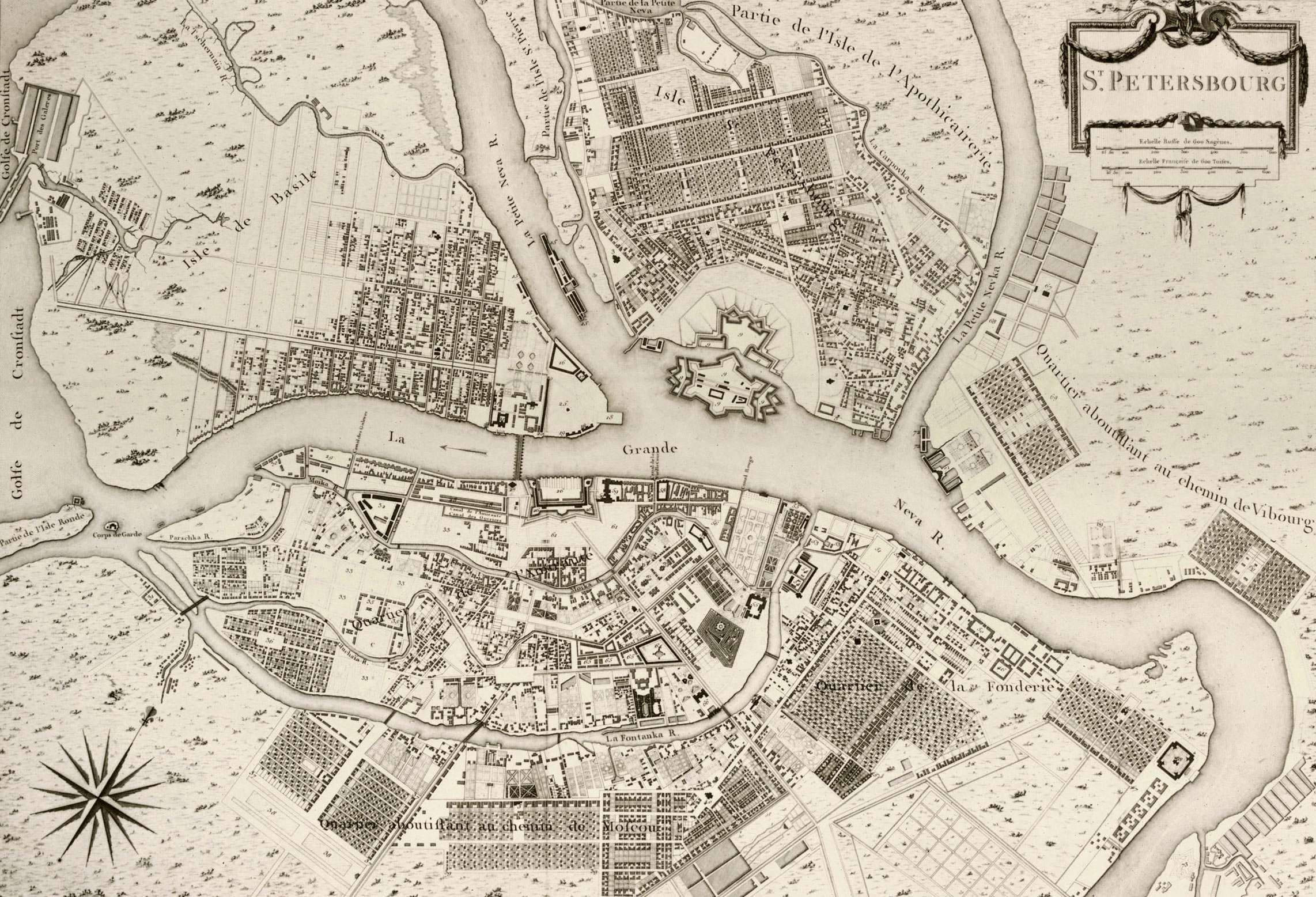
Карта 1753 г. (на фр. яз.)

На карте 1717 года остров значится, как названный в честь некоего св. Василия. Все топонимы даны на французском языке, в оригинальном написании остров назван Isle de St.Basile (в современном было бы Île de St.Basile). Святых по имени Василий в христианстве несколько, крупнейший из них — один из трёх каппадокийских отцов церкви Василий Великий. Он есть и в православном, и в лютеранском календаре святых. Однако, чтобы поименовать остров в честь святого, нужны особые основания; по меньшей мере на этом острове должны были бы остаться следы территориально значимого одноимённого храма — а таковых пока не найдено. Поэтому не исключается, что составитель карты, не выяснив, в честь какого Василия назван остров, подставил «святой» самовольно.
Учитывая традиции русской топонимики и внимательное отношение православных к сакральным моментам, будь остров назван в честь святого Василия русскими — в обиходе его именовали бы не Васильевским, а Святовасильевским. Со своей стороны, если бы остров назвали в честь святого лютеране — то и в их обиходе топоним также сохранял бы эквивалент «санкт»- (ср. Санкт-Гоар), который при «обратном переводе» со слуха на русский вряд ли был бы утерян.
Карта 1720 года, составленная И.-Б. Гоманном, фиксирует современный топоним на немецком языке: Wasili Osterow. Сохраняя порядок слов, транскрипция эта может косвенно свидетельствовать, что оригинальное русское название острова было скорее «Васильев(ский) остров», а не «остров Василия» — в противном случае было бы написано Osterow Wasilia. Перевод не только имени собственного, но и родового признака («остров») подчёркивает, что это словосочетание обрело в речи уже устойчивый характер. Для сравнения: в названии С.-Петербургский остров (ныне Петроградский) родовой признак Гоманн перевёл: нем. St. Petersburger Insel. Не обрело устойчивости и альтернативное название Васильевского острова, которое Хоман дописал рядом в угоду воле Петра I, решившего поименовать остров именем своего светлейшего фаворита: …oder Fürst Menzikofs Insel (в условном переводе — «…или князь-Меншиковский остров»): здесь «остров» переведено — нем. Insel.
Карта 1753 года фиксирует современный топоним на французском языке, причём в оригинальном написании Isle de Basile (в современном было бы Île de Basile). Топонимы в те времена переводили, а не транскрибировали — сегодня пишется фр. Île Vassilievski. Здесь также возможна неоднозначность восстановления русского названия 1750-х годов через обратный перевод с французского: Isle de Basile можно перевести и как «Васильевский», и как «Васильев», и — теоретически — и как «остров Василия» в смысле «принадлежащий Василию».

## Начальные мнения о названии «Васильевский»
Изданный в 1870-х годах географический словарь Петра Семёнова-Тян-Шанского даёт следующее пояснение:

 Больший из островов во всей Невской дельте есть Васильевский, называвшийся во время владычества шведов Ирвисари, или «Лосиный остров», и получивший нынешнее название от квартировавшего здесь офицера Василия Корчмина, коему Пётр I посылал приказания с лаконической надписью: «Василию на остров»— 
До 1837 г. мнение о позднем — петровских времен — происхождении названия Васильев остров было общепринятым, причем Василий Корчмин, будто бы давший имя острову, действительно существовал и командовал артиллерийской батареей, при Петре I стоявшей на Стрелке ещё с 1703 г., — как раз там, где теперь Ростральные колонны.

## Последующие мнения
В 1837 году в журнале «Сын Отечества» появилась статья анонимного автора, в которой было сказано, что Васильев остров назывался так ещё в допетровское время. В документах, опубликованных этим автором упоминания о Васильевом острове относятся к 1545 году. Исходя из этого бригадир-поручик Василий Корчмин не имел отношения к названию острова. Напротив, судя по документам оно должно было возникнуть не позже эпохи Ивана Грозного. Эта заметка в «Сыне Отечества» вызвала решительный отпор со стороны известного тогда историка, действительного члена Петербургской Академии наук П. Г. Буткова, который в 1840 году поместил в «Трудах Российской Академии наук» небольшую статью «О Васильевом острове в Санкт-Петербурге», где говорилось: «Доселе мы не имели подозрения на предание, что Петербургский Васильев остров назван так от имени бомбардирского поручика Василия Корчмина, когда сей офицер, командуя батареей на Стрелке, получал от Петра Великого указы с надписью: „Василию на остров“. Но теперь некто объявил в „Сыне Отечества“, что Петербургский Васильев остров известен был под сим именем ещё в XVI в.: ибо в одном из актов Археографической экспедиции 1545 г. упоминаются: Ям-городок, Копорье, Орешек, Чёрная речка, река Ижера, Ижерский погост и вслед за тем Васильев остров с двумя жилыми и двумя пустыми дворами. Новость сия при первом взгляде походит на правду».
Бутков приводит и соображения, которыми старается доказать, что упоминаемый грамотой 1545 г. Васильев остров — какой-то другой, а не тот, который находится в устье Невы. Не следуя в подробностях за довольно путаными и в конце концов не вполне убедительными соображениями Буткова, сообщим здесь лишь его окончательный вывод, в котором он заявляет: «Итак, оставим за Корчминым, по праву многих давностей, имя Петербургского Васильева острова, пока в сподвижниках Петра Великого окажется иной Василий, который на присвоение себе чести сей может предъявить суду здравой критики неоспоримые доказательства». таким образом, Бутков высказался за Василия Корчмина как крёстного отца Васильева острова.
Аргументом в суждениях этого историка в пользу отличия Васильева острова грамоты 1545 года от Васильева острова в устье Невы было то, что в грамоте поставлены рядом два моста: ряд Клети в Ижорском погосте и Васильев остров. Поэтому он считал, что указанный здесь Васильев остров лежит где-то далеко от устья Невы. Он не мог ознакомиться со второй половиной переписной оброчной книги Вотской пятины 1500 года, напечатанной только через 11 лет после появления его статьи. Если бы он заглянул в эту переписную книгу, то увидел бы следующее обстоятельство: в ней опять Васильев остров поставлен рядом с «великого князя рядком у Клетей на реце на Ижере», то есть точно так же, как и в грамоте 1545 года, несмотря на то что «рядок у Клетей» порядочно отстоит от Васильева острова и находится в другом погосте (Ижорском, а не в Спасском Городенском) — «от Невы семь верст», как говорит переписная книга. При этом в книге прямо сказано, что Васильев остров находится «на рыбном устье на Неве», так что все сомнения устраняются.
То, что порядок изложения в переписной книге 1500 г. и в грамоте 1545 г. один и тот же, вполне понятно: переписная (писцовая) книга была государственным документом большой важности, и по ней составляли все грамоты о тех или других повинностях населения. Грамота 1545 г. содержала распоряжение о сборе ратников с новгородских земель. При составлении этой грамоты учитывалось не наиближайшее географическое расположение отдельных пунктов, а порядок их указания в писцовой книге, являвшейся основой для подобных грамот. Поэтому оказались упомянутыми вместе два пункта, вовсе не лежавшие рядом.
Бутков не знал всего этого и потому решил, что легенда о Василии Корчмине представляет историческую истину, не требующую существенных поправок. С тех пор это мнение настолько укрепилось, что П. П. Семенов 33 года спустя воспроизвел его буквально в своем «Географическо-статистическом словаре». Таким образом, топонимическая легенда о Петре I, Василии Корчмине и Васильевом острове получила серьёзную научно-литературную подоснову, откуда попала во многие справочники.

## Опровержение легенды
В 1851—1852 гг. Московское общество истории и древностей Российских опубликовало «Переписную окладную книгу по Новгороду Вотской пятины 7008 (1500) г. (вторая половина)». Этот ценнейший исторический документ содержит подробное описание «Васильева острова на устье Невы», из чего ясно, что название Васильев остров существовало даже и в XVI в., то есть за сотни лет до Петра Великого и Василия Корчмина.
Согласно этому документу, топонимическая легенда, связанная с именем последнего, оказывается неверной. Неверным оказывается и предположение о том, что название Васильева острова возникло в связи с именем какого-либо из посадников Великого Новгорода 70-х годов XV столетия — Василия Ананьина или Василия Казимира, как думали некоторые историки. В последние десятилетия независимого существования Новгорода Васильев остров представлял «волостку Олферьевскую Иванова сына Офонасова», которая принадлежала ему, а не какому-нибудь из известных нам новгородских бояр конца XV в., носивших имя Василий. По-видимому, в семье бояр Офонасовых Васильев остров был собственностью не одно десятилетие, так что весьма вероятно возникновение самого названия острова даже не в XV, а скорее в XIV в. Наиболее правдоподобным является предположение, что лицом, давшим название острову, был какой-то новгородец-первопоселенец; местное прибалтийско-финно-угорское (преимущественно ижорское и водское) население, напротив, сохранило за островом своё древнее название Hirvisaari (Хирвисаари) — Лосиный остров.
В конце XV в., согласно упомянутой переписной книге, на Васильевом острове было 17 пашенных рыбных ловцов и 18 непашенных (ловили на устье Невы четырьмя неводами — преимущественно сигов). В шведское время (XVII в.) Васильев остров носил сразу три имени — русское, финно-угорское и шведское. Русское имя звучало все так же: Васильев остров (в шведской писцовой книге — Wassilie Ostroff); финское Hirvisaari — Лосиный остров (в шведской писцовой книге — Hirfwisari); шведское Dammarholm, то есть Прудовой остров, так как на нем были расположены рыбные ловли, принадлежавшие в конце шведского периода известной семье Делагарди. На Васильевом острове и в шведское время было три селения: на Стрелке, на теперешней речке Смоленке и на северной оконечности острова, у моря.
Судя по карте Кроньорта 1698 г., даже величайшее наводнение, бывшее за 7 лет до того (1691 г.), не помешало рыболовам вновь обосноваться на острове; это были не шведы, а русские и ижора. Шведы представляли только военный элемент в населении края, и с их изгнанием все без исключения данные ими шведские имена островам невской дельты и других объектов полностью исчезли из употребления, тогда как названия Васильев остров и Хирвисаари сохранились (второе только в ижорской и финской среде). Всего древнее было дославянское название острова Хирвисаари, но оно не удержалось во всеобщем употреблении, оставшись только у финно-угорского населения, да и то не у всех.
Следует считать, что Василий, давший имя острову, был не ижорцем (хотя и ижора и водь были православными и носили православные имена, в отличие от финнов-ингерманландцев), а русским (новгородцем) и жил, вероятнее всего, в XIV или в начале XV в. Неизвестно, сделался ли он хозяином острова, или был просто первопоселенцем. Им не мог быть ни один из новгородских посадников третьей четверти XV в., носивших имя Василий.
Васильев остров подвергался при Петре I опасности быть переименованным свыше. Некоторое время его уже официально называли Преображенским или Новопреображенским, Княжеским, Меншиковским, последние два названия обусловлены упоминавшейся картой И.-Б. Гоманна. Однако эти имена не привились.
В романе «Пётр Первый» А. Н. Толстого содержится фраза «Два небольших корабля отважились войти в устье Невы — до острова Хиврисаари, где в лесной засеке скрывалась батарея капитана Васильева,- но их облепили галеры и взяли на абордаж».
В историческом романе Н. Э. Гейнце «Аракчеев», в главе VII «На Васильевском острове», есть такое: «… В непродолжительное царствование Петра II Петербург особенно запустел, и на Васильевском острове, который тогда назывался Преображенским, многие каменные дома были брошены неоконченными и стояли без крыш, окон и потолков. Заметим кстати, что название Васильевского острова произошло не от имени командира батареи острова Василия Корягина, как полагают многие, но ещё гораздо ранее, а именно в 1640 году, в писцовых новгородских книгах этот остров носил название Васильевского.» Далее идет ссылка на Журнал Министерства народного просвещения. Ч. 104 С. 38.

## Васильевский остров в ливонском документе 1426 года
Известно также письмо от 2 июля 1426 года из Нарвского магистрата властям города Ревеля, где упоминается русский под именем Сава (Sabe) с Васильева острова (Wassilighenholm), что на Неве (in der Nu). При этом со средненижненемецкого слово «wassilighenholm» можно перевести и как «Васильевская горка», и как «Васильевский остров».

В данном документе рассказывается, что Сава договорился с ливонцем Курдом Баренховетом о покупке соли и заплатил ему в качестве аванса 2,5 рубля. Однако, соль так и не была поставлена. Чтобы исключить насильственное удержание данной суммы Савой с любого другого ливонского купца, власти Нарвы обратились в этом письме к властям Ревеля о задержании должника Курда и отобрании у него денег.